# 高橋彩
高橋 彩（たかはし あや、1980年5月17日 - ）は、大阪市出身の元ラジオ番組出演者。NSC歌組に在籍し、『よしもとエンタテイメントステーションGOYŌDA』のアシスタントを務めていた。

## GOYŌDAでの高橋彩
ビッキーズ担当の火曜日に出演していた頃には、須知裕雅の要望によりかなり露出度の高い服を着ていたらしい。
ランディーズ担当の水曜日に出演していた頃には、高橋名人をもじって「名人」と呼ばれていた。
チュートリアル担当の金曜日に出演していた頃には、オープニングのメンバー紹介で徳井義実が「徳井ヨシトリスです」と発言したあと「アシスタントの高橋アヤトリスです」と続けて発言することが恒例となっている（トリスの部分は変化することがあるが、基本的には下ネタ）。当初は恥ずかしそうに発言していたが、後に何のためらいもなく発言していた。
巨乳であることを時々ネタにされ、チュートリアルの福田充徳が本番中に高橋の巨乳を凝視する時があった。
歯科衛生士のアルバイトもしていたが辞めた。

## 高橋彩が主役のコーナー
「高橋彩の地獄のリクエスト3丁目」というミニコーナーを作ってもらい、ぎこちないデスメタルっぷりを披露している。このコーナーのために、高橋自ら「デスメタルグッズ」を作成しては番組を観に来ている人たちに配っている。デスメタルグッズは当初高橋の自腹だったが、スポンサーが付いて少し豪華になった。番組中1週間の間にリクエストが200通に到達したらコーナー終了という企画を立て、ハガキ職人の「コージー冨田のサングラス」が1人で136通ものメールを送り200通に到達したものの、徳井が「幻のホームランということで」と発言、結局コーナーは存続した。また現在出張デスメタル「デリデス」の企画を立てているが、あまり大々的に取り上げていない。さらにこのコーナーから「徳井ビアンコ新曲CD化」企画が立ち上がり、2000通を越えた時点でCD化される。このコーナーの前には「高橋彩のビンビンリクエスト」というコーナーをしていた。両方のコーナーともチュートリアル・徳井の思いつきで始まったコーナー。
「成り行きまかせの時代じゃねえ（名もなき詩）のコーナー」では、高橋に対するセクハラのネタが読まれることが多い。また、このコーナーを使って高橋に求愛するリスナーが急増している。コーナーの締めは高橋が「変なおじさんだから変なおじさんだから変なおじさんそぉです私が変なおじさんでぇ〜す」と唄って締めることが恒例のため、高橋が準主役のコーナーと言ってもよいと思われる。2005年12月16日にこのコーナーでリスナーVS野性爆弾のロッシーによる対決が行なわれ、高橋に対する下ネタ連発の嵐で5対0でリスナー陣が勝利した。1月13日の放送でネタの98%が下ネタであることから下ネタ禁止となった。このコーナーは終了した。続いて「やわらかなコーナー」がスタートし、下ネタが段階的に解禁になった。